# بين ويب
بين ويب (بالإنجليزية: Ben Webb)‏ هو فنان نيوزيلندي، ولد في 1977 في دنيدن في نيوزيلندا، وتوفي في 22 سبتمبر 2014.